# Dietramszell
Dietramszell – miejscowość i gmina w Niemczech, w kraju związkowym Bawaria, w rejencji Górna Bawaria, w regionie Oberland, w powiecie Bad Tölz-Wolfratshausen. Leży około 10 km na północ od Bad Tölz.

## Dzielnice
- Ascholding
- Baiernrain
- Bairawies
- Dietramszell
- Föggenbeuern
- Hechenberg
- Linden
- Manhartshofen
- Schönegg

## Demografia
| Rok  | Liczba mieszk. |
| ---- | -------------- |
| 1970 | 3 751          |
| 1987 | 4 192          |
| 2000 | 4 935          |

## Polityka
Wójtem gminy jest Leni Gröbmaier, poprzednio urząd ten obejmował Hans Demmel, rada gminy składa się z 20 osób.
|      | CSU | SPD/Parteifreie | FWG | Zieloni | Zieloni/ödp | BL | Razem |
| 2008 | 7   | 2               | 6   | 1       | -           | 4  | 20    |
| 2002 | 7   | 4               | 4   | -       | 1           | -  | 16    |